# Glena sacca
Glena sacca är en fjärilsart som beskrevs av Frederick H. Rindge 1967. Glena sacca ingår i släktet Glena och familjen mätare. Inga underarter finns listade i Catalogue of Life.